# Рутава Мара и друге приче
Рутава Мара и друге приче збирка је најбољих ЛГБТ+ прича на српском језику 2022. године. Понела је назив по истоименој победничкој причи, и уједно књижевном дебију Милоша Перишића.
Збирка је сачињена од дела која су ушла у шири избор за годишњу књижевну награду Лепосава Мијушковић, коју расписују магазин Оптимист и књижевни портал Буквар. Конкурс сваке године вреднује искључиво прозу са ЛГБТ+ тематиком.
Приређивачи су били новинар Предраг Аздејковић и књижевник Милан Аранђеловић. Штампање збирке подржали су Службени гласник и Министарство културе и информисања Републике Србије. Промоцију је, кроз јавно читање победничке приче, подржала Радио-телевизија Србије.